# CD FAS
Club Deportivo Futbolistas Asociados Santanecos, zkráceně CD FAS, je salvadorský fotbalový klub z města Santa Ana. 

## Úspěchy
- Salvadorská liga (17): 1951–1952, 1953–1954, 1957–1958, 1961–1962, 1962, 1977–1978, 1978–1979, 1981, 1984, 1994–1995, 1995–1996, Clausura 2002, Apertura 2002, Apertura 2003, Apertura 2004, Clausura 2005, Apertura 2009
- Pohár mistrů CONCACAF (1): 1979